# Tristaniopsis kinabaluensis
Tristaniopsis kinabaluensis là một loài thực vật có hoa trong Họ Đào kim nương. Loài này được P.S.Ashton mô tả khoa học đầu tiên năm 2005.